# Taekwondo nos Jogos Pan-Americanos de 1999
As competições de taekwondo nos Jogos Pan-Americanos de 1999 foram realizadas em Winnipeg, Canadá. Houve quatro categorias masculinas e quatro categorias femininas.

## Masculino

### Mosca (Até 58 kg)
| POSIÇÃO               | NOM3                 |
| --------------------- | -------------------- |
|                       | Oscar Salazar (MEX)  |
|                       | Luis García (VEN)    |
|                       | Raymond Mourad (CAN) |
| Peter Bardatsos (USA) |                      |

### Leve (Até 68 kg)
| POSIÇÃO             | NOME                     |
| ------------------- | ------------------------ |
|                     | Steven López (USA)       |
|                     | Luis Benítez (DOM)       |
|                     | Alejandro Hernando (ARG) |
| Yosvani Pérez (CUB) |                          |

### Médio (Até 80 kg)
| POSIÇÃO            | NOME                    |
| ------------------ | ----------------------- |
|                    | Víctor Estrada (MEX)    |
|                    | Ángel Matos (CUB)       |
|                    | Cristian Peñafiel (ECU) |
| Stewart Gill (USA) |                         |

### Pesado (Mais de 80 kg)
| POSIÇÃO               | NOME                   |
| --------------------- | ---------------------- |
|                       | Luis Noguera (VEN)     |
|                       | Rodrigo Martínez (MEX) |
|                       | Danny Vizcaino (DOM)   |
| Darrell Henegan (CAN) |                        |

## Feminino

### Mosca (Até 49 kg)
| POSIÇÃO              | NOME                |
| -------------------- | ------------------- |
|                      | Roxane Forget (CAN) |
|                      | Kay Poe (USA)       |
|                      | Agueda López (MEX)  |
| Yuliet Labrada (CUB) |                     |

### Leve (Até 57 kg)
| POSIÇÃO           | NOME                 |
| ----------------- | -------------------- |
|                   | Noemar Leal (VEN)    |
|                   | Sailin Alvarez (CUB) |
|                   | Vanina Sánchez (ARG) |
| Gaël Texier (CAN) |                      |

### Médio (Até 67 kg)
| POSIÇÃO              | NOME                 |
| -------------------- | -------------------- |
|                      | Heidy Juárez (GUA)   |
|                      | Barbara Pak (USA)    |
|                      | Ineabelle Díaz (PUR) |
| Barbara Kunkel (USA) |                      |

### Pesado (+ 67 kg)
| POSIÇÃO          | NOME                     |
| ---------------- | ------------------------ |
|                  | Saray Mayan (CUB)        |
|                  | Adriana Carmona (VEN)    |
|                  | Dominique Bosshart (CAN) |
| Luz Medina (PUR) |                          |

## Quadro de medalhas
| Posição | Nação                    |   |   |    | Total |
| ------- | ------------------------ | - | - | -- | ----- |
| 1       | VEN Venezuela            | 2 | 2 | 0  | 4     |
| 2       | MEX México               | 2 | 1 | 1  | 4     |
| 3       | USA Estados Unidos       | 1 | 2 | 3  | 6     |
| 4       | CUB Cuba                 | 1 | 2 | 2  | 5     |
| 5       | CAN Canadá               | 1 | 0 | 4  | 5     |
| 6       | GUA Guatemala            | 1 | 0 | 0  | 1     |
| 7       | DOM República Dominicana | 0 | 1 | 1  | 2     |
| 8       | ARG Argentina            | 0 | 0 | 2  | 2     |
| 8       | PUR Porto Rico           | 0 | 0 | 2  | 2     |
| 10      | ECU Equador              | 0 | 0 | 1  | 1     |
| Total   | Total                    | 8 | 8 | 16 | 32    |